# Pathé Amsterdam Noord
Pathé Amsterdam Noord is een multiplex-bioscoop in Amsterdam-Noord aan het Buikslotermeerplein, vlak naast metrostation Noord. De bioscoop is gebouwd voor Euroscoop en is ontworpen door Forum Architecten. 

Euroscoop werd vlak voor de opening, op 25 november 2019, overgenomen door Pathé. Deze keten wijzigde in juni 2021 de naam van de bioscoop in Pathé Amsterdam Noord.

## Constructie
Het bioscoopgebouw is geheel gerealiseerd middels prefab-beton. Reden hiervoor waren zowel de specifieke eigenschappen van beton, duurzaam en brandwerend, maar ook de hierdoor mogelijke hoge bouwsnelheid.

## Multifunctionaliteit
Het gebouw bestaat bestaat uit een bioscoop met  twaalf filmzalen verdeeld over twee etages met een totale capaciteit van 2500 stoelen, een restaurant en een bowlingbaan.